# Авиационные происшествия 2007 года
В данном списке перечислены происшествия в гражданской и военной авиации, произошедшие в 2007 году и повлёкшие за собой потерю летательного аппарата и/или человеческие жертвы.
В графе «Жертвы» через косую черту указаны число погибших/число выживших (например, 5/1 — 5 погибших, 1 выживший). Все происшествия представлены в хронологическом порядке, могут быть отсортированы по типу летательного аппарата и по эксплуатанту.
Список составлен на основе открытых источников, является неполным и может содержать неточности.

## Гражданская авиация

### Самолёты
| Дата        | Тип ЛА                        | Эксплуатант          | Номер     | Место                            | Жертвы   | Примечания                                                                                              |
| ----------- | ----------------------------- | -------------------- | --------- | -------------------------------- | -------- | --- |
| 1 января    | Boeing 737—400                | Adam Air             | PK-KKW    | Полевали (Сулавеси), Индонезия   | 102/0    | Экипаж потерял контроль над полётом. См. отдельную статью.                                              |
| 9 января    | Ан-26Б-100                    | Aeriantur-M          | ER-26068  | Балад, Ирак                      | 34/1     | Разбился при заходе на посадку. По неофициальной версии, сбит.                                          |
| 7 марта     | Boeing 737-497                | Garuda Indonesia     | PK-GZC    | Джокьякарта, Индонезия           | 21/119   | Грубая посадка, выкатился за пределы ВПП. См. отдельную статью.                                         |
| 17 марта    | Ту-134А                       | ЮТэйр                | RA-65021  | аэропорт Курумоч, Самара, Россия | 6/51     | Грубая посадка вне ВПП в плохих метеоусловиях. См. отдельную статью.                                    |
| 23 марта    | Ил-76ТД                       | Трансавиаэкспорт     | EW-788491 | Могадишо, Сомали                 | 11/0     | Сбит. См. отдельную статью.                                                                             |
| 5 мая       | Boeing 737-8AL                | Kenya Airways        | 5Y-KYA    | Дуала, Камерун                   | 114/0    | Разбился сразу после взлёта. См. отдельную статью.                                                      |
| 25 июня     | Ан-24                         | PMTair               | XU-U4A    | провинция Кампот, Камбоджа       | 22/0     | Столкнулся с горой в сложных метеоусловиях. См. отдельную статью.                                       |
| 28 июня     | Boeing 737-2M2                | TAAG Angola Airlines | D2-TBP    | Мбанза-Конго, Ангола             | 1+5/73   | При посадке выкатился за пределы ВПП.                                                                   |
| 18 июля     | A320-233                      | TAM Linhas Aéreas    | PR-MBK    | Сан-Паулу, Бразилия              | 187+12/0 | Выкатился с мокрой ВПП. См. отдельную статью.                                                           |
| 29 июля     | Ан-12                         | Атран                | RA-93912  | Домодедово, Россия               | 7/0      | Отказ двух двигателей на взлёте из-за попадания птиц. Экипажу не удалось развернуть и посадить самолёт. |
| 9 августа   | De Havilland Canada DHC-6-300 | Air Moorea           | F-OIQI    | Муреа, Французская Полинезия     | 20/0     | Разбился вскоре после взлёта. См. отдельную статью.                                                     |
| 16 сентября | McDonnell Douglas MD-82       | One-Two-GO Airlines  | HS-OMG    | Пхукет, Таиланд                  | 90/40    | Разбился при посадке. См. отдельную статью.                                                             |
| 4 октября   | Ан-26                         | Malift Air           | 9Q-COS    | Киншаса, Конго                   | 21+28/0  | Потеря винта правого двигателя. См. отдельную статью.                                                   |
| 30 ноября   | McDonnell Douglas MD-83       | Atlasjet             |           | 17 км от Ыспарты, Турция         | 57/0     | Столкнулся с горой. См. отдельную статью.                                                               |
| 9 декабря   | Beechcraft C-90A              | MINIB Ltd            | D-IDBH    | аэропорт Жуляны, Киев, Украина   | 5+1/0    | Ошибка пилота при посадке в плохих метеоусловиях. См. отдельную статью.                                 |
| 26 декабря  | CL-600-2B16 Challenger 604    | Jet Connection       | D-ARWE    | Алма-Ата, Казахстан              | 1/3      | Ошибка пилота на взлёте.                                                                                |

### Вертолёты
| Дата        | Тип ЛА | Эксплуатант                                      | Номер    | Место                                      | Жертвы | Примечания                                                                    |
| ----------- | ------ | ------------------------------------------------ | -------- | ------------------------------------------ | ------ | ----------------------------------------------------------------------------- |
| 21 марта    | Ми-8Т  | Газпромавиа                                      | RA-22795 | Вуктыльский район, Коми, Россия            | 6/0    | Разбился в сложных метеоусловиях.                                             |
| 9 сентября  | Ми-8Т  | Лётный исследовательский аэрогеофизический центр | RA-24258 | Ханмей, Россия                             | 6/0    | Разбился из-за нарушения экипажем минимума погоды и безопасной высоты полёта. |
| 15 сентября | Ми-8Т  | Авиалесоохрана                                   | RA-22913 | Магаданская область, Россия                | 6/0    | Разбился при полёте на малой высоте.                                          |
| 4 октября   | Ми-2   | РОСТО                                            | RF-00548 | Соболевский район, Камчатский край, Россия | 5/0    | Разбился при полёте на малой высоте.                                          |
| 12 октября  | Ми-8Т  | AZAL Helicopter                                  | 4К-25152 | Каспийское море                            | 6/0    | Разбился вскоре после взлёта.                                                 |

## Государственная авиация

### Вертолёты
| Дата      | Тип ЛА | Принадлежность                            | Номер | Место                | Жертвы | Примечания            |
| --------- | ------ | ----------------------------------------- | ----- | -------------------- | ------ | --------------------- |
| 27 апреля | Ми-8   | Министерство обороны Российской Федерации |       | Шатой, Чечня, Россия | 18/0   | См. отдельную статью. |